# Kristijana Gruzijska
Kristijana Gruzijska (Nino, Nune, Ninny, gruz. წმინდა ნინო, arm.: Սուրբ Նունե, grč.: Αγία Νίνα; Colossae, oko 280. – Bodbe, oko 332.), kršćanska svetica i prosvjetiteljica iz Gruzije.

## Životopis
Rodila se oko 280. u gradiću Kolastriju (Colossae). Prema povjesničaru Rufinu, kralj Iberije Mirian doveo je u svoje kraljevstvo mnogo kršćanskih robova, a među njima je bila i djevojka Nino ili Nune. Na pitanje kako se zove odgovorila je "Christiana" (Kršćanka) te je tako nastalo ime pod kojim je poznata u povijesti kršćanstva. Ubrzo je dospjela u grad Mtskheti u kuću lokalnog bogataša. Vidjevši poganski način života u Gruziji, odlučila se moliti za njihovo obraćenje. Nakon što je ozdravila bolesno dijete ta se vijest pročula po čitavom gradu. Kasnije je čudom izliječila i kraljicu Nanu i kralja Miriana III. Oni su se na kraju obratili, a 327. je kršćanstvo proglašeno službenom iberijskom religijom. 
Kasnije se povukla u gorski klanac Bodbe u Kakhetiju i ostatak života je provela u molitvi. Tamo je preminula oko 332. godine. Zaštitnica je Gruzije, a po njoj je prozvan i križ od vinove loze, simbol gruzijskog kršćanstva.